# Шапью, Чарльз Джозеф
Чарльз Джозеф Шапью (англ. Charles Joseph Chaput; род. 26 сентября 1944, Конкордия, США) — американский прелат,  капуцин. Епископ Рапид-Сити с 11 апреля 1988 по 18 февраля 1997. Архиепископ Денвера с 18 февраля 1997 по 19 июля 2011. Архиепископ Филадельфии с 19 июля 2011 по 23 января 2020.

## Священство, начало церковной деятельности
29 августа 1970 года был рукоположён в священники Кириллом Фогелем (епископ римско-католической епархии Салина). В 1971 году получил степень магистра богословия в Университете Сан-Франциско.
В 1977 году стал пастором прихода Святого Креста в Торнтоне, штат Колорадо.

## Епископство
11 апреля 1988 года Папа римский Иоанн Павел II назначил Чарльза Шапью епископом города Рапид, штат Южная Дакота.
18 февраля 1997 года назначен Папой римским Иоанном Павлом II архиепископом города Денвер, штат Колорадо.
19 июля 2011 года Папа римский Бенедикт XVI предложил Чарльзу Шапью стать архиепископом Филадельфии, штат Пенсильвания. Вступил в должность 8 сентября 2011 года.
23 января 2020 года Папа римский Франциск принял отставку Чарльза Шапью. Официальной причиной ухода значился возраст священнослужителя – 75 лет.

## Взгляды

### Политика
Во время президентской предвыборной кампании 2016 года в США выступил против руководства предвыборного штаба Хиллари Клинтон. Также высказался против наступления на Церковь в США со стороны Демократической партии, что, по его оценкам, особенно остро проявилось во время президентских полномочий 44-го президента Барака Обамы. По мнению прелата, католические избиратели помогли Бараку Обаме избраться на пост президента, который в ответ на это начал открытое преследование религии.

### Конфликт с Папой римским
В 2019 году собственный корреспондент в Риме французской католической газеты La Croix Николя Сенез опубликовал книгу «Как Америка хочет сменить папу». Исследование, посвящено обострению конфликта между Папой римским Франциском и блоком влиятельных американских епископов, в числе которых находились кардинал Рэймонд Берк и филадельфийский архиепископ Чарльз Шапью.
Группа американских епископов Римско-католической церкви публично атакует Франциска за его выступления в поддержку мигрантов, налаживание отношений с Китаем, критику нынешней модели капитализма, борьбу за запрет смертной казни и за попытки либерализации правил церковной жизни.

### Оппозиция движению за права ЛГБТ
Выступает против однополых браков и воспитания детей однополыми парами.
В октябре 2018 года во время  Синода епископов в Риме выступил против использования в священных документах терминов «ЛГБТ», «ЛГБТК», «ЛГБТ-католик».